# Südoststeiermark
Het district Südoststeiermark is een district in de deelstaat Stiermarken in het zuidoosten van Oostenrijk. Het is op 1 januari 2013 ontstaan door de fusie van de districten Feldbach en Radkersburg.
Het district heeft ongeveer 84.000 inwoners en bestaat sinds 2015 uit 25 gemeenten:

## Gemeenten
- Bad Radkersburg
- Bad Gleichenberg
- Deutsch Goritz
- Fehring
- Feldbach
- Gnas
- Halbenrain
- Jagerberg
- Kapfenstein
- Kirchbach in Steiermark
- Kirchberg an der Raab
- Klöch
- Mettersdorf am Saßbach
- Mureck
- Paldau
- Pirching am Traubenberg
- Riegersburg
- Sankt Anna am Aigen
- Sankt Peter am Ottersbach
- Sankt Stefan im Rosental
- Straden
- Tieschen
- Unterlamm

## Gemeente tot 2019
- Murfeld

## Gemeenten tot 2014
- Auersbach
- Aug-Radisch
- Bairisch Kölldorf
- Baumgarten bei Gnas
- Bierbaum am Auersbach
- Breitenfeld an der Rittschein
- Dietersdorf am Gnasbach
- Edelsbach bei Feldbach
- Edelstauden
- Eichfeld
- Eichkögl
- Fladnitz im Raabtal
- Frannach
- Frutten-Gießelsdorf
- Glojach
- Gniebing-Weißenbach
- Gosdorf
- Gossendorf
- Grabersdorf
- Hatzendorf
- Hof bei Straden
- Hohenbrugg-Weinberg
- Johnsdorf-Brunn
- Kohlberg
- Kornberg bei Riegersburg
- Krusdorf
- Leitersdorf im Raabtal
- Lödersdorf
- Maierdorf
- Merkendorf
- Mitterlabill
- Mühldorf bei Feldbach
- Oberdorf am Hochegg
- Oberstorcha
- Perlsdorf
- Pertlstein
- Petersdorf II
- Poppendorf
- Raabau
- Radkersburg Umgebung
- Raning
- Ratschendorf
- Schwarzau im Schwarzautal
- Stainz bei Straden
- Studenzen
- Trautmannsdorf in Oststeiermark
- Trössing
- Unterauersbach
- Weinburg am Saßbach
- Zerlach